# Son of a plumber (álbum)
Son of a Plumber (Capitol Records) es un álbum de Per Gessle, uno de los artistas más famosos de Suecia y miembro de Roxette. Es su primer álbum bajo su nuevo nombre artístico Son of a Plumber. Son of A Plumber (publicado oficialmente en Suecia el 23 de noviembre de 2005) es un doble álbum muy personal y creativo; el álbum que siempre quiso grabar Gessle desde que empezó a hacer música con Gyllene Tider hace tres décadas. El primer sencillo (Jo-Anna Says) fue publicado en Suecia el 7 de noviembre de 2005, y el segundo (Hey Mr DJ), un dúo con Helena Josefsson el 1 de febrero de 2006. Posteriormente, durante 2006, el álbum fue publicado por EMI en el resto de Europa.

## Listado de canciones
DISCO 1:
1. Drowning in Wonderful Thoughts about Her
2. Jo-Anna Says
3. I Have a Party in My Head (I Hope it Never Ends)
4. C'mon
5. Week With Four Thursdays
6. Hey Mr DJ (Won't You Play Another Love Song)
7. Late, Later On
8. Ronnie Lane
9. Are You an Old Hippie, Sir?
10. Double-headed Elvis
11. Something in the System
12. Speed Boat to Cuba
13. Come Back Tomorrow (And We Do it Again)

DISCO 2:
1. Kurt - the Fastest Plumber in the West
2. I Never Quite Got over the Fact that the Beatles Broke Up
3. Substitute (for the Real Deal)
4. Waltz for Woody
5. Carousel
6. I Like it Like That
7. Something Happened Today
8. Brilliant Career
9. Burned out Heart
10. Drowning in Wonderful thoughts about Her /reprise/
11. Making Love or expecting Rain

## La banda de Per
Son of a Plumber es mucho más que un proyecto en solitario. Se convirtió en una auténtica banda, Son of a Plumber, con Per Gessle - voz y guitarra -, Clarence Öfwerman - teclados -, Christoffer Lundquist - guitarra-, Jens Jansson - percusión - y Helena Josefsson - voz y coros -. 
Clarence ha sido el productor de Roxette's desde 1986 y Chris y Jens (Brainpool) ya participaron en The world According to Gessle (1997). Helena Josefsson ha trabajado con los cuatro desde Mazarin (2003) y todos juntos han grabado el último álbum en sueco de Gessle SEn Händig Man (2007). También todos han compartido escenario en las últimas giras de Gessle.